# Parlement de la région de Bruxelles-Capitale
8e législature
Bâtiment du Parlement bruxellois (en)
Le Parlement de la région de Bruxelles-Capitale (en néerlandais : Brussels Hoofdstedelijk Parlement) est l'assemblée législative de la région de Bruxelles-Capitale. Il siège dans la Ville de Bruxelles.
Composé de 89 députés élus pour cinq ans, il exerce le pouvoir législatif en votant des ordonnances, élit le gouvernement régional et en contrôle l'action.

## Histoire
Le Conseil de la région de Bruxelles-Capitale (en néerlandais : Raad van het Brussels Hoofdstedelijk Gewest) est institué avec la mise en place de la région en 1989, à l'occasion de la troisième réforme de l'État. Alors que ses homologues régionaux flamand et wallon sont constitués de parlementaires belges, le Conseil bruxellois est immédiatement pourvu au suffrage universel direct. Il compte 75 députés, répartis entre 64 francophones et 11 néerlandophones. Une réforme de 2001 applicable à partir de 2004, porte ce nombre à 89 parlementaires, répartis entre 72 francophones et 17 néerlandophones.
Le 25 février 2005, une révision de la Constitution, entrée en vigueur le 11 mars et suivie d'une modification le 11 avril 2006 de la loi spéciale relative aux institutions régionales et communautaires transforme le Conseil en Parlement de la région de Bruxelles-Capitale,.

## Composition
Le Parlement bruxellois se compose de 89 députés élus pour une législature de cinq ans au suffrage universel et au scrutin proportionnel dans une circonscription plurinominale identique au territoire de la région,.

### Groupes linguistiques
Les députés régionaux sont répartis en deux groupes linguistiques : un groupe francophone et un groupe néerlandophone.
Les 72 élus du groupe francophone constituent l'Assemblée de la Commission communautaire française (COCOF) et 19 d'entre eux font partie du Parlement de la Communauté française. Leurs 17 collègues néerlandophones forment le Conseil de la Commission communautaire flamande (Vlaamse Gemeenschapscommissie, VGC).
Les candidats aux élections doivent indiquer à quel groupe linguistique ils se rattachent. Cette déclaration est définitive, et les candidats doivent ensuite se réunir sur des listes homogènes : les listes bilingues ne sont donc pas admises. À la suite du scrutin, la répartition des sièges se fait en additionnant l'ensemble des voix s'étant portées sur les listes d'un groupe linguistique puis en appliquant la proportionnelle D'Hondt.

### Groupes politiques
Au sein de l'assemblée, les parlementaires sont regroupés selon leur appartenance partisane. Les partis politiques ont la possibilité de former un groupe politique, dont le président siège au sein du « bureau élargi ».

## Attributions
Le Parlement bruxellois est titulaire du pouvoir législatif sur le territoire et dans la limite des compétences de la région. Il adopte le budget régional, élit les membres et contrôle l'action du gouvernement fédéré.

### Compétences législatives
En tant que pouvoir législatif régional, le Parlement bruxellois légifère en matière de : 
- aménagement du territoire ;
- environnement et politique de l'eau ;
- rénovation rurale et conservation de la nature ;
- logement ;
- agriculture ;
- économie ;
- politique de l'énergie ;
- pouvoirs subordonnés (cultes et communes) ;
- politique de l'emploi ;
- travaux publics et transport ;
- bien-être des animaux ;
- sécurité routière ;
- tutelle des provinces, des intercommunalités et des communes ;
- recherche scientifique et coopération internationale dans ces domaines.

En outre, il exerce son pouvoir législatif sur d'anciens domaines confiés à l'agglomération bruxelloise : 
- la lutte contre l’incendie ;
- l’aide médicale urgente ;
- l’enlèvement et le traitement des immondices ;
- la gestion taxis.

### Compétences communautaires
Bruxelles-Capitale formant une région bilingue, elle n'exerce aucune compétence dévolue aux Communautés. Celles-ci relèvent de la Commission communautaire française et de la Commission communautaire flamande, et de la Commission communautaire commune (COCOM) pour les matières culturelles et les matières personnalisables. Chaque commission dispose d'une assemblée parlementaire, formée par les députés bruxellois selon leur groupe linguistique. L'Assemblée réunie de la COCOM rassemble donc l'ensemble des élus du Parlement régional.

## Fonctionnement

### Bureau et présidence
Le Parlement est actuellement présidé par le socialiste francophone Rachid Madrane et le premier vice-président libéral flamand Guy Vanhengel. Les titulaires de ces deux postes ne peuvent appartenir à un même groupe linguistique.

### Commissions
Le Parlement compte : 
- huit commissions permanentes
  - la commission des Finances et des Affaires générales ;
  - la commission du Logement ;
  - la commission de l’Infrastructure ;
  - la commission des Affaires économiques et de l’Emploi ;
  - la commission du Développement territorial ;
  - la commission des Affaires intérieures ;
  - la commission de l’Environnement et de l’Énergie ;
  - la commission de l’égalité des chances et des droits des femmes[10]
- la commission chargée des questions européennes
- la commission du budget et du compte du Parlement
- le comité de suivi législatif
- la commission spéciale consacrée à l’état des tunnels bruxellois
- la commission d’enquête sur la gestion du Samusocial
- la commission spéciale sur le SIAMU

Chaque commission permanente réunit 15 députés, répartis à la proportionnelle des groupes politiques et linguistiques. Elles participent à l'exercice du pouvoir législatif et du pouvoir de contrôle de l'exécutif.
Depuis 2020, le Parlement s'est doté de commissions délibératives mixtes, composées de députés et de citoyens tirés au sort, qui se réunissent pour délibérer sur des sujets précis proposées par des députés ou par des citoyens via des suggestions citoyennes. Les députés siégeant dans la commissions permanente liée à la thématique traitée sont donc susceptibles de débattre avec des citoyens tirés au sort.

### Procédure législative

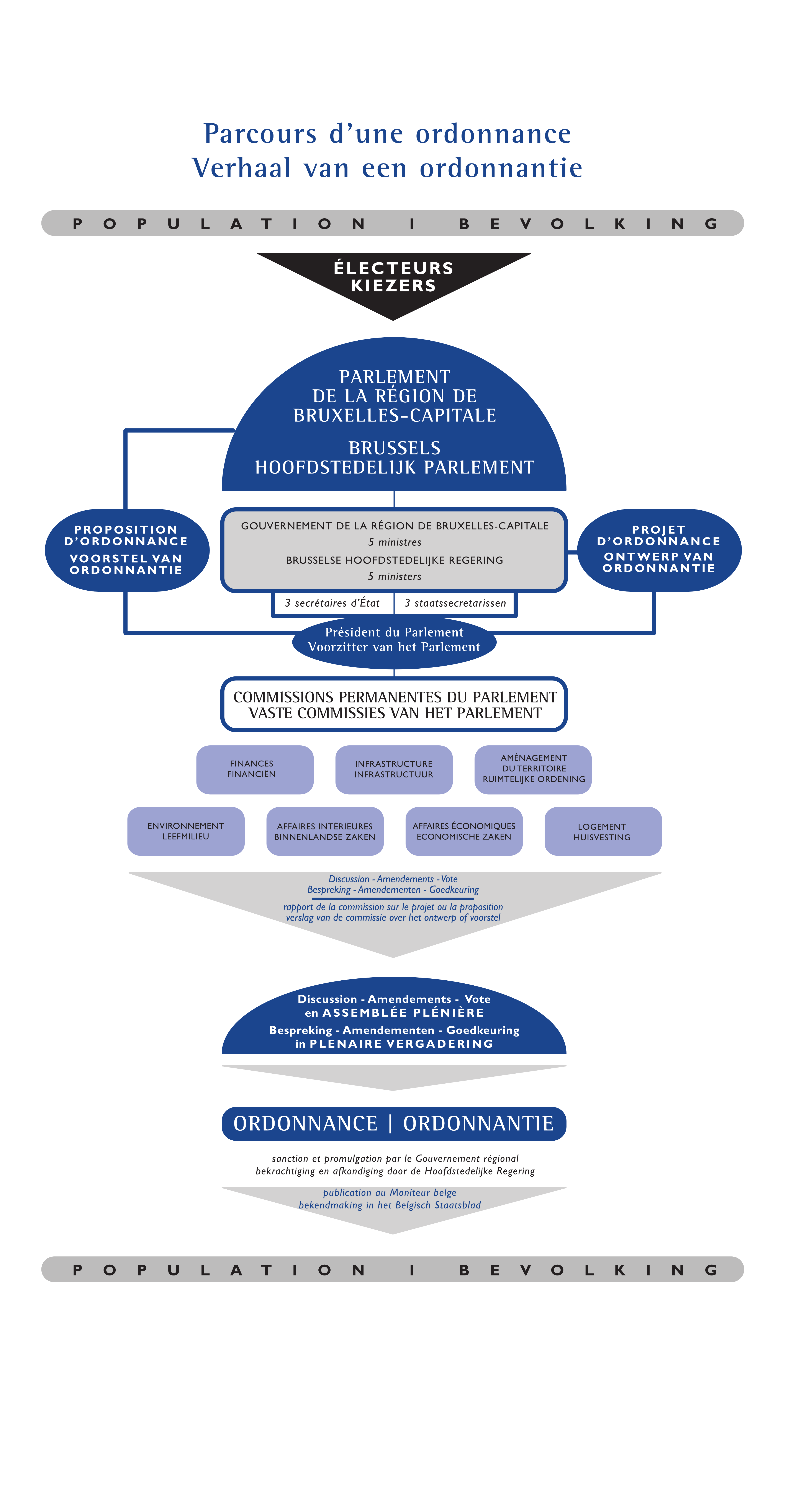
Parcours d'une ordonnance au Parlement bruxellois

Les actes législatif du Parlement sont appelés des « ordonnances ». Elles ont pratiquement force de loi. Les compétences précédemment accordées à l'agglomération bruxelloise sont exercées sous forme de « règlements ». La procédure est analogue pour les deux types de texte.

#### Initiative
L'initiative législative est partagée entre le gouvernement et les parlementaires. Dans le premier cas, il s'agira d'un projet d'ordonnance, dans le second d'une proposition d'ordonnance. Avant d'être déposé et qualifié de projet, l'« avant-projet d'ordonnance » fait l'objet d'une première lecture par le gouvernement puis passe devant le Conseil d’État. Il revient ensuite devant l'exécutif, qui pourra l'approuver en deuxième lecture et le soumettre aux parlementaires.

#### Examen
Le projet ou la proposition est par la suite examiné en commission, où s'exercera le travail éventuel de modification du texte sous forme d'amendements. Les parlementaires peuvent auditionner les ministres, les secrétaires d'État ou des spécialistes de la question abordée par le texte. Les séances des commissions sont publiques.
À la suite des débats, la commission adopte sa version du texte. Elle est discutée en séance plénière, au cours de laquelle un rapporteur désigné par la commission est chargé de la présenter à l'ensemble des députés.

#### Adoption
L'adoption de l'ordonnance se fait par plusieurs votes successifs, un par article puis un vote sur l'ensemble du texte. L'ordonnance est promulguée par le gouvernement et publiée au Moniteur belge.

#### Sonnette d'alarme
Dans un souci de protection et de respect des minorités linguistiques, le Parlement dispose du mécanisme de la « sonnette d'alarme ».
Une motion motivée signée par les trois quarts au moins des députés d'un groupe linguistique peut déclarer que tout ou partie d'un projet ou d'une proposition d'ordonnance ou de règlement est de nature à porter gravement atteinte aux relations entre les Communautés. La procédure est suspendue et la motion envoyée au gouvernement qui dans les 30 jours émet un avis motivé et amende le projet ou la proposition s'il l'estime nécessaire. L'avis motivé du gouvernement est transmis au Parlement, où il est procédé au vote sur les amendements éventuellement proposés par le gouvernement, puis sur l'ensemble du projet ou de la proposition.
Cette procédure ne peut être appliquée qu'une fois par les membres d'un groupe linguistique à l'égard d'un même projet ou d'une même proposition. Elle ne concerne que les votes qui ne requièrent pas une majorité des suffrages dans chaque groupe linguistique.

## Composition

### Actuelle
Depuis les élections régionales du 9 juin 2024, le Parlement se compose ainsi (les partis en gras forment la majorité parlementaire) : 
|       |                                                 |                |         |  |  |  |  |  |  |  |  |  |  |  |
| Parti | Parti                                           | Groupe         | Députés |  |  |  |  |  |  |  |  |  |  |  |
|       | Mouvement réformateur (MR)                      | Francophone    | 20      |  |  |  |  |  |  |  |  |  |  |  |
|       | Parti socialiste (PS)                           | Francophone    | 17      |  |  |  |  |  |  |  |  |  |  |  |
|       | Parti du travail de Belgique (PTB)              | Francophone    | 14      |  |  |  |  |  |  |  |  |  |  |  |
|       | Les Engagés                                     | Francophone    | 8       |  |  |  |  |  |  |  |  |  |  |  |
|       | Ecolo                                           | Francophone    | 7       |  |  |  |  |  |  |  |  |  |  |  |
|       | DéFI                                            | Francophone    | 5       |  |  |  |  |  |  |  |  |  |  |  |
|       | Groen                                           | Néerlandophone | 4       |  |  |  |  |  |  |  |  |  |  |  |
|       | Team Fouad Ahidar                               | Néerlandophone | 3       |  |  |  |  |  |  |  |  |  |  |  |
|       | Nieuw-Vlaamse Alliantie (N-VA)                  | Néerlandophone | 2       |  |  |  |  |  |  |  |  |  |  |  |
|       | Open Vlaamse Liberalen en Democraten (Open VLD) | Néerlandophone | 2       |  |  |  |  |  |  |  |  |  |  |  |
|       | Vlaams Belang (VB)                              | Néerlandophone | 1       |  |  |  |  |  |  |  |  |  |  |  |
|       | Vooruit                                         | Néerlandophone | 2       |  |  |  |  |  |  |  |  |  |  |  |
|       | Partij van de Arbeid van België (PVDA)          | Néerlandophone | 1       |  |  |  |  |  |  |  |  |  |  |  |
|       | Christen-Democratisch en Vlaams (CD&V)          | Néerlandophone | 1       |  |  |  |  |  |  |  |  |  |  |  |
|       | Indépendant                                     | Néerlandophone | 1       |  |  |  |  |  |  |  |  |  |  |  |
|       | Indépendant                                     | Francophone    | 1       |  |  |  |  |  |  |  |  |  |  |  |

### Législatures

Composition des précédentes législatures
1re législature (1989-1995)
2e législature (1995-1999)
3e législature (1999-2004)
4e législature (2004-2009)
5e législature (2009-2014)
6e législature (2014-2019)
7e législature (2019-2024)
8e législature (2024-2029)

#### Groupe français
Répartition des sièges depuis 1989 :
- Divers
- FN
- PRL / MR (en cartel avec le FDF de 1993 à 2011)
- FDF / DéFI
- PSC / CDH / Les Engagés
- ECOLO
- PS
- PTB

#### Groupe néerlandais
Répartition des sièges depuis 1989 :
- Divers
- VB
- NVA
- PVV / VLD / Open VLD (en cartel avec la VU en 1999)
- VU
- CVP / CD&V (en cartel avec la N-VA en 2004)
- TFA
- AGALEV / GROEN!
- SP / SP.A / Vooruit (en cartel avec AGALEV en 1999)
- PVDA

## Le coût d'un parlementaire
La rémunération annuelle d'un député s'élève à 69 000 € auquel s'ajoute le pécule de vacances qui s'élève à 5 300 € et la prime de fin d'année qui s'élève à 2 000 €. Ses frais sont également couverts à hauteur de 19 000 € par an. Les députés d'Ecolo et du PTB sont tenus de rétrocéder une partie de leurs rémunérations et avantages.  
Depuis le 1er mars 2018, les rémunérations des députés sont publiées sur le site internet de l'assemblée.